# Pirro Gonzaga
Pirro Gonzaga (13 aprile 1490 – Gazzuolo, 1º maggio 1529) è stato un condottiero italiano.

## Biografia
Fu il secondogenito di Gianfrancesco Gonzaga e di Antonia del Balzo.
Nel 1499, alla morte del padre, aveva condiviso col fratello Ludovico il possesso di Sabbioneta, Dosolo, Pomponesco, Gazzuolo e Rodigo e assieme agli altri tre fratelli maschi Ludovico, Federico e Gianfrancesco la consignoria di San Martino dall'Argine. Nel 1521 cedette le terre di Sabbioneta al fratello Ludovico.
Alla fine del 1522 partecipò alla conquista di Perugia. Fatto prigioniero e accusato di fellonia nel 1523 subì la confisca dei beni e la perdita dei possedimenti feudali di Gazzuolo, Pomponesco e Dosolo, che furono assegnati dall'imperatore al nipote Luigi Rodomonte.
Nel 1525 partecipò all'assedio di Pavia e fu sconfitto.
Dopo una iniziale adesione alla causa dell'Impero, passò dalla parte francese per la quale combatté con coraggio fino alla sconfitta subita nel 1525 nella battaglia di Sant'Angelo Lodigiano contro le truppe imperiali comandate da Fernando Francesco d'Avalos marchese di Pescara. Si arrese e fu imprigionato nella torre di Pizzighettone. Fu liberato grazie all'intervento della madre Antonia che sborsò una cospicua somma in ducati, ritirandosi a Gazzuolo.

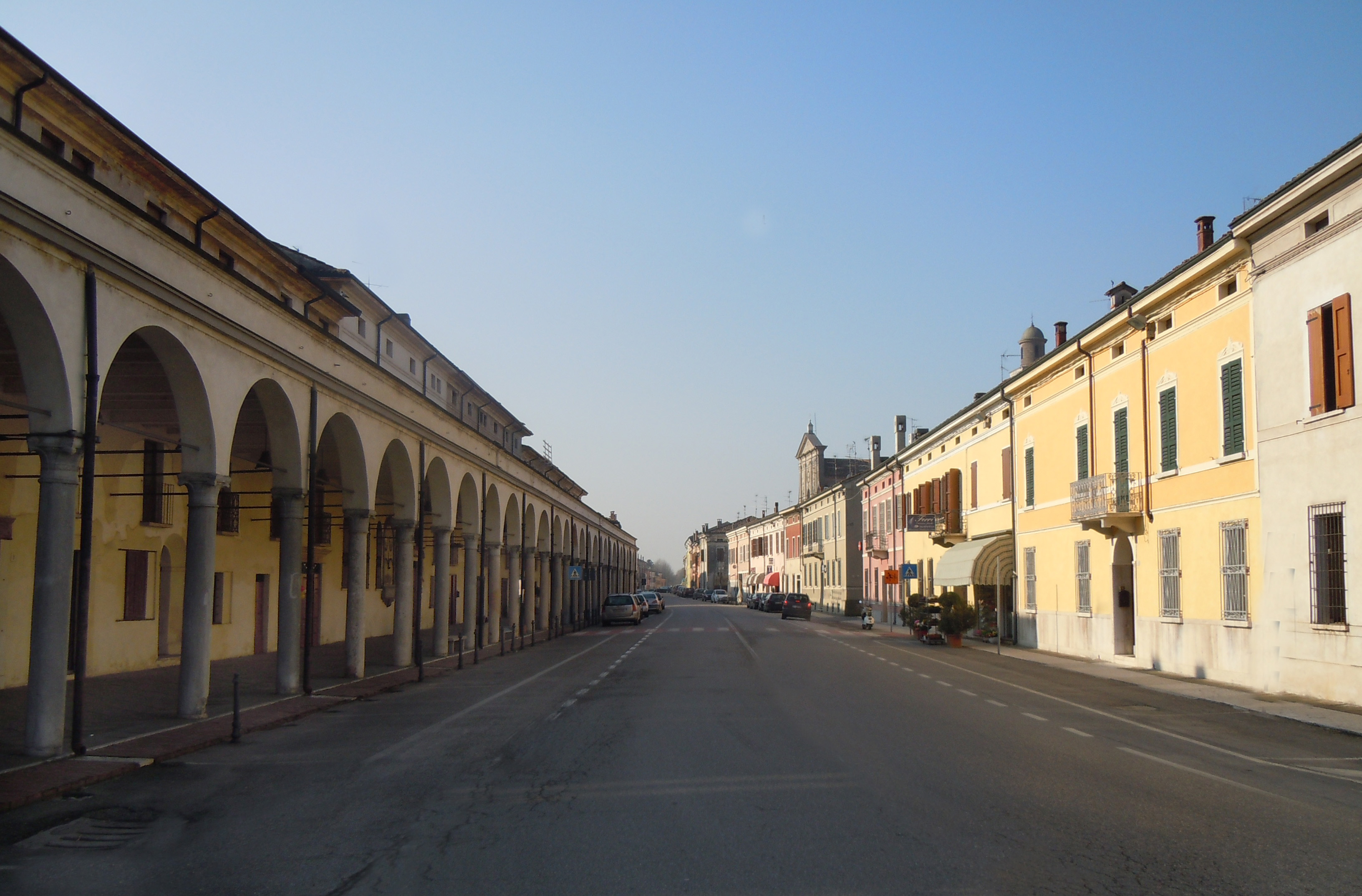
Gazzuolo con i portici gonzagheschi

Fece testamento il 25 aprile 1529, morì il 1º maggio e venne sepolto nell'Oratorio di San Pietro a Belforte. Dopo la sua morte, il nipote Luigi Rodomonte fece dono ai suoi figli, Carlo e Federico, delle terre che gli furono confiscate.

## Discendenza
Sposò Emilia Camilla Bentivoglio (149..-1529), figlia di Annibale II Bentivoglio, signore di Bologna e di Lucrezia d'Este, figlia naturale di Ercole I d'Este, ebbero sette figli:
- Isabella (1521-1583), sposa di Rodolfo Gonzaga (m. 1553), signore di Poviglio e figlio di Gianfrancesco Gonzaga;
- Lucrezia (1522-1576), sposa di Gianpaolo Manfroni, nobile di Vicenza;
- Carlo (1523-1555), sposò Emilia Cauzzi Gonzaga;
- Ippolita, sposa del conte Brunoro di Thiene di Vicenza;[3]
- Camilla, monaca a Mantova;
- Emilia;
- Federico (1528-1570), secondo marchese di Gazzuolo.

Pirro ebbe una figlia naturale, Cornelia, che sposò Lodovico Pico della Mirandola, giureconsulto trapiantato a Gazzuolo.

## Ascendenza
|                        |                        |                                | Genitori                           |  |  | Nonni |  |  | Bisnonni              |  |  | Trisnonni           |  |
|                        |                        |                                |                                    |  |  |       |  |  | Gianfrancesco Gonzaga |  |  | Francesco I Gonzaga |  |
|                        |                        |                                |                                    |  |  |       |  |  | Gianfrancesco Gonzaga |  |  | Francesco I Gonzaga |  |
|                        |                        | Margherita Malatesta           |                                    |  |  |       |  |  | Gianfrancesco Gonzaga |  |  |                     |  |
| Ludovico II Gonzaga    |                        |                                |                                    |  |  |       |  |  | Gianfrancesco Gonzaga |  |  |                     |  |
|                        |                        | Paola Malatesta                | Malatesta IV Malatesta             |  |  |       |  |  |                       |  |  |                     |  |
|                        |                        | Paola Malatesta                | Malatesta IV Malatesta             |  |  |       |  |  |                       |  |  |                     |  |
|                        |                        | Paola Malatesta                | Elisabetta da Varano               |  |  |       |  |  |                       |  |  |                     |  |
| Gianfrancesco Gonzaga  |                        | Paola Malatesta                |                                    |  |  |       |  |  |                       |  |  |                     |  |
|                        |                        | Giovanni l'Alchimista          | Federico I di Brandeburgo          |  |  |       |  |  |                       |  |  |                     |  |
|                        |                        | Giovanni l'Alchimista          | Federico I di Brandeburgo          |  |  |       |  |  |                       |  |  |                     |  |
|                        |                        | Giovanni l'Alchimista          | Elisabetta di Baviera-Landshut     |  |  |       |  |  |                       |  |  |                     |  |
| Barbara di Brandeburgo |                        | Giovanni l'Alchimista          |                                    |  |  |       |  |  |                       |  |  |                     |  |
|                        |                        | Barbara di Sassonia-Wittenberg | Rodolfo III di Sassonia-Wittenberg |  |  |       |  |  |                       |  |  |                     |  |
|                        |                        | Barbara di Sassonia-Wittenberg | Rodolfo III di Sassonia-Wittenberg |  |  |       |  |  |                       |  |  |                     |  |
|                        |                        | Barbara di Sassonia-Wittenberg | Barbara di Legnica                 |  |  |       |  |  |                       |  |  |                     |  |
| Pirro Gonzaga          |                        | Barbara di Sassonia-Wittenberg |                                    |  |  |       |  |  |                       |  |  |                     |  |
|                        | Francesco II del Balzo | Guglielmo del Balzo            |                                    |  |  |       |  |  |                       |  |  |                     |  |
|                        | Francesco II del Balzo | Guglielmo del Balzo            |                                    |  |  |       |  |  |                       |  |  |                     |  |
|                        | Francesco II del Balzo | Anna Brunforte                 |                                    |  |  |       |  |  |                       |  |  |                     |  |
| Pirro del Balzo        | Francesco II del Balzo |                                |                                    |  |  |       |  |  |                       |  |  |                     |  |
|                        |                        | Sancia di Chiaramonte          | Tristano di Chiaromonte            |  |  |       |  |  |                       |  |  |                     |  |
|                        |                        | Sancia di Chiaramonte          | Tristano di Chiaromonte            |  |  |       |  |  |                       |  |  |                     |  |
|                        |                        | Sancia di Chiaramonte          | Caterina di Taranto                |  |  |       |  |  |                       |  |  |                     |  |
| Antonia del Balzo      |                        | Sancia di Chiaramonte          |                                    |  |  |       |  |  |                       |  |  |                     |  |
|                        |                        | Gabriele Orsini del Balzo      | Raimondo Orsini del Balzo          |  |  |       |  |  |                       |  |  |                     |  |
|                        |                        | Gabriele Orsini del Balzo      | Raimondo Orsini del Balzo          |  |  |       |  |  |                       |  |  |                     |  |
|                        |                        | Gabriele Orsini del Balzo      | Maria d'Enghien                    |  |  |       |  |  |                       |  |  |                     |  |
| Maria Donata Orsini    |                        | Gabriele Orsini del Balzo      |                                    |  |  |       |  |  |                       |  |  |                     |  |
|                        |                        | Giovanna Caracciolo            | Sergianni Caracciolo               |  |  |       |  |  |                       |  |  |                     |  |
|                        |                        | Giovanna Caracciolo            | Sergianni Caracciolo               |  |  |       |  |  |                       |  |  |                     |  |
|                        |                        | Giovanna Caracciolo            | Caterina Filangieri                |  |  |       |  |  |                       |  |  |                     |  |
|                        |                        | Giovanna Caracciolo            |                                    |  |  |       |  |  |                       |  |  |                     |  |

## Omaggi poetici e letterari
Il poeta Matteo Bandello ha dedicato a Pirro Gonzaga la Novella XXX della Prima parte (1554).